# Hans Jürgen Eggers
Hans Jürgen Eggers, född 2 januari 1906 i Sankt Petersburg, död 19 april 1975, var en tysk förhistoriker och arkeolog.

## Biografi
Eggers föddes i Sankt Petersburg som son till en gymnasielärare. Han växte sedan upp i Reval i Estland och Berlin. 1918 flyttade hans familj till Greifswald. Han avlade studentexamen 1925 och studerade på universiteten i Greifswald, Tübingen, och Berlin. Han läste germansk och skandinavisk filologi, förhistoria, arkeologi, konsthistoria och etnologi. 1930 doktorerade han i Greifswald med  avhandlingen Die magische Gegenstände der altisländische Prosalitteratur (De magiska föremålen i gammal isländsk prosalitteratur).

### Arbetsliv
Hans första arbete var på Museum für Vor- und Frühgeschichte i Berlin 1931–1933. Där arbetade Eggers under Wilhelm Unverzagt med dokumentation av förhistoriska och medeltida vallar. 1933 kom han till Otto Kunkel på Pommersche Landesmuseum i Stettin. Han arbetade där till 1945. 1941 habiliterade han sig på Rostocks universitet med arbetet Lübsow, ein germanischer Fürstensitz der älteren Kaiserzeit. Arbetet publicerades, förkortat, i Praehistorische Zeitschrift 1950. Efter 1942 hade han uppdrag som lärare på Rostocks och Greifswalds universitet.  
Efter andra världskriget blev han chefsintendent för den förhistoriska avdelningen vid Hamburgs museum för etnologi och förhistoria. Eggers blev korresponderande medlem av det tyska arkeologiska institutet i Frankfurt 1941 och fullvärdig medlem 1956. Han var också verksam i  Nordvästtyska förbundet för studier av forntiden (tyska Altertum). Eggers var redaktör för den vetenskapliga tidskriften Baltische Studien 1962–1975.
Under nazisttiden var det svårt att vara akademiker utan att tillhöra nazistpartiet. Den 22 december 1937 ansökte han om inträde i NSDAP (Tysklands nazistparti) och blev medlem retroaktivt från den 1 maj samma år (medlemsnummer 5 742 177).

### Forskning och undervisning
Han undervisade 1946–1971 som adjungerad professor vid universitetet i Hamburg. Hans forskning gällde ofta metodiska problem i forskningen.  Metodologiskt fokuserade han på att arbeta med distributionskartor. Från 1950 startade tidskriften Archeologia Geographica beiträge zur vergleichende geographisch- kartographisch Metode in der Urgeschichte. Han grundade också Atlas der Urgeschichte vars första band han skrev som behandlade den romerska importen i fria Germanien. 
Hans forskning om romarrikets påverkan i det fria Germanien är fortfarande av stort värde. Verken om romersk import till Germanien, om relativ kronologi och om de  gravarna av Lübsow-typ från den äldre romerska kejsartiden är fortfarande grundläggande verk idag, även om forskningens framsteg har lett till modifieringar av vissa åsikter. Eggers var också intresserad av hur man kan göra etniska tolkningar av arkeologiska fyndmaterial. Han utnyttjade sitt material från Pommern för att ge ut ett antal verk om Pommerns förhistoria varav några har redigerats postumt av andra forskare. Det är i detta sammanhang man ska se hans redaktörskap för tidskriften Baltische Studien.
Eggers skrift "Introduktion till förhistoria" är välkänd och har använts som studielitteratur även vid svenska universitet, men den är nu föråldrad. Han utvecklade ändå några viktiga begrepp varav begreppen "levande kultur"  och "död kultur" fortsatt är viktiga för förståelsen av arkeologiska material. Han betonade också svårigheter med arkeologiska rekonstruktioner. Han tog som ett exempel Aten och Sparta. Om man bara hade de arkeologiska lämningarna hur skulle man då kunna sluta sig till att Sparta besegrade Aten i ett krig?
Han avled vid 69 års ålder och begravdes på Ohlsdorf-kyrkogården i Hamburg. Graven ligger på ruta M 12 nedanför Cordesallee.

## Publikationer (urval)
- Die magischen Gegenstände der altisländischen Prosaliteratur.Leipzig, 1932 Avhandling,Tyska.
- Fundkarten zur Ur- und Frühgeschichte Hinterpommerns / H.J. Eggers och H. Bollnow Karte d. Völkerwanderungszeit v. . Stettin : Pomm. Landesmuseum, 1937 Tyska
- Lübsow, ein germanischer Fürstensitz der älteren Kaiserzeit. Praehistorische Zeitschrift, Volume 34-35 (2) – Jan 1, 1950
- Der römische Import im freien Germanien (=Atlas der Urgeschichte. Band 1 i 2 volymer. Hamburgisches Museum für Völkerkunde und Vorgeschichte, Hamburg 1951. Tyska 212 s i textdelen. Inledning 4 s.,16 planscher, 64 kartor, 1 lös utv.-karta i band 2.
- Einführung in die Vorgeschichte. Piper, München 1959. Nyutgiven av Christof Krauskopf. Med ett efterord av Claudia Theune. 6. upplagan, Scrîpvaz, Schöneiche bei Berlin 2010. Med en förteckning av Hans  Jürgen Eggers utgivna skrifter.
- Veröffentlichungen der Historischen Kommission für Pommern. Karte 4, Karte der älteren Bronzezeit / mit Erl. von H.-J. Eggers Köln : Böhlau, 1963 Tyska 28 s. + 1 kart
- Pommersche Funde und Ausgrabungen aus den 30er und 40er Jahren. Tafelband Hamburg, 1964 Tyska 120 pl.-s. Serie: Beiheft zum Atlas der Urgeschichte ; band 10
- Pommersche Funde und Ausgrabungen aus den 30er und 40er Jahren / zusammengest. (Textdelen) von Hans Jürgen Eggers Tyska1969
- Kelten und Germanen in heidnischer Zeit Publicerad: Baden-Baden: Holle Verlag, 1964.Tyska 263 s.
- Metodik der Prähistorie. 1974

### Postumt utgivna
- Funde der wendisch-wikingischen Zeit in Pommern. Textband Eggers, Hans Jürgen (författare)Graue, Jörn (författare)Stary-Rimpau, Judith S. (medarbetare)Stary, Peter F. (medarbetare) Kiel : Stiftung Pommern, 1978 Tyska 351 s.
- Funde der wendisch-wikingischen Zeit in Pommern. Tafelband Eggers, Hans Jürgen (författare)Graue, Jörn (författare)Stary-Rimpau, Judith S. (medarbetare) Stary, Peter F. (medarbetare)
- Funde der vorrömischen Eisenzeit, der Römischen Kaiserzeit und der Völkerwanderung in Pommern / von Hans Jürgen Eggers und Peter F. Stary Eggers, Hans Jürgen (författare) Stary, Peter F. (redaktör/utgivare)